# 备降机场
备降机场（英語：alternate airport），指航空器在無法或不宜飞往预定的着陆机场时，可以飞往降落的机场。一般在填寫商業飛行的飛行計劃時，均需要填寫最少一個備降機場。在出發之前，亦要確認飛機有攜帶由預定的著陸機場飛往備降機場時的燃料。選擇的備降機場一般天氣良好，而且跑道長度也需符合該機型降落，機場的配套也是考慮範圍之一。